# Бронепалубни крайцери тип „Исла де Лусон“
Исла де Лусон (на испански: Isla de Luzón) са серия малки бронепалубни крайцери на Военноморските сили на Испания от края на 19 век. Всичко от проекта са построени 3 единици: „Исла де Лусон“ (на испански: Isla de Luzón), „Исла де Куба“ (на испански: Isla de Cuba) и „Маркиз де Енсенада“ (на испански: Marqués de la Ensenada). Корабите вземат участие в Испано-американската война от 1898 г.

## История на създаването
Приетата 1884 г. 10-годишна корабостроителна програма предполагала поръчка за Испанския флот в чуждестранни корабостроителници на три бронепалубни крайцера – един голям (бъдещия „Рейна Регенте“) и два малки. В бъдеще строителството на корабите от тези типове трябва да се усвои от испански корабостроителници. В 1885 г. строежът на двата малки крайцера е възложен на британската фирма Armstrong Whitworth. Корабите са доставени без артилерийско въоръжение , което получават в Испания. Стойността на всеки кораб без въоръжението е 1,2 млн. песети.

## Представители на типа
Построените в английския Елсуик (Нюкасъл ъпон Тайн) кораби са кръстени в чест на най-големите острови, владение на Испания по онова време.
„Исла де Лусон“ – е заложен на 25 февруари 1886 г., спуснат на вода на 13 ноември 1886 г., влиза в строй на 22 септември 1887 г. От 1900 г. е във флота на САЩ като „Лусон“. От 1920 г. е гражданския съд „Ривайвър“.
„Исла де Куба“ – е заложен на 25 февруари 1886 г., спуснат на вода на 11 декември 1886 г., влиза в строй на 22 септември 1887 г. От 1900 г. е във флота на САЩ като „Куба“. От 1912 г. във ВМС на Венецуела с името „Маршал Сукре“ („Марискал Сукре“).
Третия кораб на серията е строен по английските чертежи в самата Испания, на стапелите на държавната корабостроителница „Карака“ в Кадис. „Маркиз де Енсенада“ – е заложен на 1 януари 1887 г., спуснат на вода на 1 февруари 1890 г., влиза в строй на 1 януари 1892 г.
Автор на проекта е известният корабостроител Уилям Уайт. Той е принуден да отчете изискванията на поръчителя за предимство на въоръжението на кораба пред скоростта. При този крайно ограничен тонаж такъв баланс е невъзможен, „Исла де Лусон“ и „Исла де Куба“ в резултат на това напомнят не на знаменитите „елсуикски“ бързоходни крайцери, а са до известна степен подобрение на небронираните крайцери от типа „Веласко“ (първите два кораба са построени в началото на 1880-те г. във Великобритания). Осемте кораба от тип „Веласко“ съставляват основата на испанските ескадри във Филипините и Източна Индия, фактически това са обикновени колониални канонерки за стационарна служба. Спрямо тях „Исла де Лусон“ и „Исла де Куба“ имат по-добра скорост и защита във вид на бронирана палуба и принципно би следвало да подсилят качествено колониалните флотилии, но едва ли могат да се похвалят всъщност с това. В испанската флота корабите са зачислени като „крайцери 2-ри ранг“, но по световната класификация се отнасят към 3-ти или 4-ти ранг.

## Конструкция
Крайцерите от типа „Исла де Лусон“ имат стоманен корпус с дълги полубак и полуют и форщевен таранен тип. Един комин и две мачти с ветрилно въоръжение на шхуна. Два гребни винта. Парна машина тип „компаунд“ с тройно разширение и мощност 2200 к.с., захранвана от два цилиндрични котела, при форсирана тяга осигуряваща на 1000 тонния кораб скорост до 16 възела. При естествена тяга скоростта е повече от 14 възела. Главната защита на кораба е бронирана палуба с дебелина от 1 до 2,5 дюйма. Вертикалното брониране е ограничено до бойната рубка (2 дюймова броня) и щитовете на оръдията.
Основното артилерийско въоръжение се състои от четири 120 mm оръдия на испанската фирма Онтория (Хонтория), монтирани на спонсони на височините на полубака и полуюта по две на борд. Така, корабът може да води стрелба от носа, кърмата и на всеки борд от две 120 mm оръдия. Спомагателното въоръжение са две 57 mm оръдия Онтория, на всеки борд по мидъла, и две 37 mm скорострелни оръдия Хочкис на марса на гротмачтата. Минното въоръжение се състои от три 14 дюймови торпедни апарата.
Като цяло, крайцерите на типа „Исла де Лусон“ представляват достатъчно успешен вариант на малък кораб със силно артилерийско въоръжение и някаква броня. Главния недостатък на типа е лошата мореходност. Малкият и тесен корпус, претоварен с артилерия, при вълнение страда от силно напречно люлеене, грозящо преобръщане.

## Служба в испанския флот
След влизането си в строй „Исла де Лусон“, „Исла де Куба“, а след това и „Маркиз де Eнсенада“ са включени в Практическата ескадра, базирана в испански пристанища. В периода 1893 – 1894 г. те вземат участие във войната с мароканските племена, обстрелвайки африканското крайбрежие. Участват в многочислени визити в чужбина. Така например, 1895 г. „Маркиз де Eнсенада“ заедно с броненосеца „Пелайо“ представлява Испания на тържествата по случай откриването на Килския канал. В същата година „Исла де Лусон“ е привлечен към издирването на изчезналия в корабокрушение крайцер „Рейна Регенте“.
След началото в 1896 г. на антииспанското въстание на Филипините, „Исла де Лусон“ и „Исла де Куба“ са изпратени в Манила, където стават, заедно с флагманския „Рейна Кристина“, най-съвременните и боеспособни кораби на испанската Филипинска ескадра. По време на испано-американската война двата малки бронепалубни крайцера участват на 1 май 1898 г. в битката при Kавите с американската ескадра на комодор Дюи. От цялата испанска ескадра „Исла де Куба“ и „Исла де Лусон“ са повредени най-малко, с получени съответно 2 и 3 попадения, които не причиняват сериозен ущърб. Само на „Исла де Лусон“ е повредено едно от оръдията и 6 души са ранени. На „Исла де Куба“ има двама ранени. Това се обяснява с това, че американците концентрират огъня по големите испански съдове – „Рейна Кристина“ и „Кастилия“. Когато флагманът „Рейна Кристина“ получава тежки повреди, испанският командващ контраадмирал Патрисио Монтехо пренася своя флаг на „Исла де Куба“.
След временното оттегляне на американската ескадра „Исла де Лусон“ и „Исла де Куба“, заедно с оцелелите испански кораби, се укриват зад крепостта на Кавите, но след три часа Дюи повтаря нападението. При арсеналът се появява изпратената на разузнаване американска канонерка „Петрел“. Всеки един от крайцерите е равен по сила на „Петрел“, но адмирал Монтехо дава заповед да се потопят всички съдове. Напуснати от екипажите си, „Исла де Куба“ и „Исла де Лусон“ потъват на дъното при южния бряг на залива. Заради плитчините корпусите остават до палубите на повърхността. След известно време към тях се приближават пуснати от „Петрел“ лодки с абордажни отряди, които подпалват испанските кораби.
Единственият крайцер от този тип, останал на Испания – „Маркиз де Eнсенада“ – служи до 1920 г., след което е предаден за скрап.

## Служба в САЩ
След края на войната с Испания, САЩ се сблъскват с необходимостта да водят бойни действия на Филипините против местните въстаници. Във връзка с това е решено да се възстановят потопените испански кораби. „Исла де Лусон“ е изпратен на буксир за ремонт в Сингапур, а „Исла де Куба“ – в Хонконг. Отново влизат в строя през януари и април 1900 г. съответно и са включени в състава на флота на Съединените щати под имената „Лусон“ и „Куба“. В хода на ремонта корабите са превъоръжени. Вместо четирите испански 120 mm оръдия са поставени две 102 mm американски оръдия на носа и кърмата. Активно участват в бойните действия в юга на Филипините в периода 1900 – 1901 г. като патрулни кораби и снабдителни съдове. Така „Куба“ играе голяма роля в снабдяването на обкръжения от филипинците американски гарнизон в Ормоса на остров Лейте, а „Лусон“ взема участие в блокадата на въстаниците на остров Самар в заключителния стадий на военните действия.
През 1903 г. „Лусон“, а през 1904 г. и „Куба“ са преведени на атлантическото крайбрежие на САЩ. Служат в бреговата охрана. Преминават ремонт по замяна на котлите – „Куба“ 1907 г., „Лусон“ 1911 г., след което са прекласифицирани в учебни съдове (видимо по това време на „Куба“ е поставен втори комин). През 1912 г. „Куба“ е продаден на Венецуела.
„Лусон“ служи като учебен съд, в 1917 г. е преместен в Чикаго, а през 1918 г. – в торпедното училище в Нюпорт, заради което са му монтирани нови торпедни апарати. През 1919 г. е разоръжен и изключен от състава на флота.
В 1920 г. е продаден на частна параходна кампания, преименуван е на „Ривайвър“ и плава между Ню Йорк и Бахамските острови.

## Служба във Венецуела
На 2 април 1912 г. бившият испански крайцер „Исла де Куба“ е продаден на Венецуела, ставайки най-големия военен съд на страната. Корабът е преименуван на „Маршал Сукре“. От 1929 г. е учебен съд. Изключен е от флота през 1940 г. Потопен е в хода на маневри на 22 януари 1952 г.